# Chongzhou
Chongzhou (chinois : 崇州 ; pinyin : Chóngzhōu), anciennement connue sous le nom de Chongqingzhou (Tsong-kin-tcheou; chinois traditionnel : 崇慶州), est une ville de la province du Sichuan en Chine. C'est une ville-district placée sous la juridiction administrative de la ville sous-provinciale de Chengdu. Le premier synode catholique en Chine a été célébré dans cette ville en 1803, convoqué par Gabriel-Taurin Dufresse.

## Démographie
La population du district était de 646 717 habitants en 1999.